# Verhni Remetî, Bereg
Verhni Remetî (în ucraineană Верхні Ремети, maghiară Felsőremete) este un sat în comuna Nîjni Remetî din raionul Bereg, regiunea Transcarpatia, Ucraina.

## Demografie
Componența lingvistică a localității Verhni Remetî
     Ucraineană (97,96%)
     Maghiară (1,02%)
     Rusă (1,02%)
Conform recensământului din 2001, majoritatea populației localității Verhni Remetî era vorbitoare de ucraineană (97,96%), existând în minoritate și vorbitori de rusă (1,02%) și maghiară (1,02%).